# Extraños caminos del amor
Extraños caminos del amor es una telenovela mexicana, dirigida por Alfredo Saldaña, producida por Ernesto Alonso para la cadena Televisa, Se emitió por El Canal de las Estrellas entre 1981 y 1982. Fue protagonizada por Helena Rojo, y el cantante José Roberto, con las actuaciones antagónicas de Alfredo Leal, Magda Guzmán, Lucy Tovar, Gastón Tuset, René Casados, Antonio Valencia, Angélica Chaín, Gloria Mayo y Margo Su.

## Sinopsis
Isabella es una joven tímida que ha dedicado su vida al cuidado de su madre enferma. Un día, en la Iglesia, divisa a un hombre e inmediatamente se da cuenta de que ha llegado su príncipe azul. El hombre es el empresario Manuel Guerra (Samuel Arregui) y también se siente atraído por la reservada mujer. Agobiada por la muerte de su madre Isabella impulsivamente acepta la proposición de matrimonio de Manuel y se casa ignorando el pasado y la extraña familia de su marido.
Camino a la luna de miel, Manuel sufre un accidente que lo deja paralítico de por vida. A partir de allí se vuelve un hombre amargado y se lleva a su esposa virgen a vivir a su siniestra mansión donde sus ambiciosos parientes que sólo desean su fortuna la reciben con recelo. La que más odia a Isabella es su cuñada, Antonia. Esta mujer nunca ha perdonado a su hermano por matar a su amante, el padre de Carlos, su hijo ilegítimo. Carlos e Isabella se enamoran, pero él muy inseguro lucha contra este sentimiento agrediéndola con su arrogancia. Y cuando Manuel aparece muerto, todos son sospechosos del crimen, incluso Isabella, quien tendrá que luchar contra sus malvados parientes que a toda costa quieren heredar la fortuna de Manuel.

## Elenco
- Helena Rojo - Isabella de Guerra
- José Roberto - Carlos Guerra
- Alfredo Leal - Manuel Guerra / Samuel Guerra
- Magda Guzmán - Antonia Guerra
- René Casados - Miguel Guerra
- Angélica Chain - Olga
- Antonio Valencia - Vicente Sotomayor
- Gastón Tuset - Ernesto
- Lucy Tovar - Irene Guerra
- Jorge del Campo - Víctor
- Gloria Mayo - Sofía Guerra
- Bertha Moss - Gertrudis
- Daniel Lago - Enrique
- Sergio Goyri - Álvaro
- Angelita Castany - Rosario
- Queta Lavat - Jacinta
- Alberto Inzúa - Muñoz
- Consuelo Frank - Elisa
- Maribel Fernández - Alicia
- Margo Su - Yuyín
- Enrique del Castillo - Porfirio
- Alfonso Meza - Teniente Larios
- Ana Patricia Rojo - Linda